# Galeazzo Sanvitale
Galeazzo Sanvitale (falecido a 8 de setembro de 1622) foi um prelado católico romano que serviu como arcebispo de Bari-Canosa (1604–1606).

## Biografia
Galeazzo Sanvitale nasceu em Parma, Itália, em 1566. No dia 15 de março de 1604, foi nomeado durante o papado de Clemente VIII como Arcebispo de Bari-Canosa. A 4 de abril de 1604, foi consagrado bispo na capela da Sacristia Apostólica, em Roma, por Girolamo Bernerio, Cardeal-Bispo de Albano, com Claudio Rangoni, Bispo de Piacenza, e Giovanni Ambrogio Caccia, Bispo de Castro del Lazio, servindo como co-consagradores. Sanvitale serviu como arcebispo de Bari-Canosa até à sua renúncia em 1606 e faleceu no dia 8 de setembro de 1622.

## Sucessão episcopal
Enquanto bispo, foi o consagrador principal de:
- Ludovico Ludovisi, Cardeal-Sacerdote de Santa Maria in Traspontina (1621)

Também foi o co-consagrador principal de:
- Francesco Simonetta, Bispo de Foligno (1606);
- Giovanni Linati, bispo de Borgo San Donnino (1606);
- Lodovico Magio, Bispo de Lucera (1609);
- Eleutério Albergone, Bispo de Montemarano (1611);
- Pier Paolo Crescenzi, Cardeal-Sacerdote de Santi Nereo e Achilleo (1612);
- Andrea Giustiniani, Bispo de Isola (1614);
- Vitalianus Visconti Borromeo, Arcebispo Titular de Hadrianópolis em Haemimonto (1616);
- Vincenzo Landinelli, Bispo de Albenga (1616);
- Carlo Carafa, bispo de Aversa (1616);
- Innico Siscara, Bispo de Anglona-Tursi (1616);
- Nicolò Spínola, Bispo de Ventimiglia (1617);
- Miguel Angel Zaragoza Heredia, Bispo de Teano (1617);
- Pasquale Grassi, Bispo de Chioggia (1619);
- Giovanni Battista Stella, Bispo de Bitonto (1619);
- Alfonso Pozzi, Bispo de Borgo San Donnino (1620);
- Diofebo Farnese, Patriarca Titular de Jerusalém (1621);
- Pietro Dini, Arcebispo de Fermo (1621);
- Odoardo Farnese (cardeal), cardeal-diácono de Sant'Adriano al Foro (1621);
- Aurelio Archinti, Bispo de Como (1621);
- Giuseppe Acquaviva, Arcebispo Titular de Thebae (1621);
- Pierre François Maletti, Bispo de Nice (1622);
- Carlo Bovi, Bispo de Bagnoregio (1622);
- Marco Antonio Gozzadini, Cardeal-Sacerdote de Sant'Eusébio (1622);
- Luigi Caetani, Patriarca Titular de Antioquia (1622);
- Giovanni Pietro Volpi, Bispo Auxiliar de Novara (1622); e
- Girolamo Tantucci, Bispo de Grosseto (1622).